# K2-9 b
K2-9 b è un esopianeta che orbita attorno alla stella nana rossa K2-9, situata a circa 271 anni luce dalla Terra in direzione della costellazione della Vergine. Il pianeta, scoperto attraverso il telescopio spaziale Kepler nel 2015 con il metodo del transito, orbita in 18,45 giorni all'interno della zona abitabile della stella, dove è possibile che si verifichino condizioni favorevoli per la presenza di acqua liquida in superficie.

## Stella
K2-9 è una piccola nana rossa di dodicesima magnitudine di tipo spettrale M2.5 V, avente massa e raggio del 30% di quelli del Sole, con una temperatura superficiale di 3390 K. Nonostante l'aspettativa di vita di queste piccole stelle sia molto lunga, K2-9 sembra relativamente giovane, con un'età di 1 miliardo di anni o poco più; la sua forte emissione di radiazione ultravioletta osservata è infatti tipica delle piccole nane rosse di giovane età. Immagini spettroscopiche del 2016 escludono compagne di natura stellare nelle vicinanze.

## Caratteristiche
Nella pubblicazione relativa alla scoperta del 2015, Benjamin T. Montet e colleghi riportano un raggio del pianeta di 1,6±0,42 r⊕, che è la teorica linea di confine che divide i pianeti di tipo roccioso dai nani gassosi senza superficie solida. Secondo Montet et al. le probabilità che K2-9 b sia un pianeta di tipo terrestre sono del 51%. Nello studio di follow-up del 2016 di Schlieder et al., il raggio è stato calcolato in 2,25+0,53
−0,96 volte quello della Terra, con una probabilità del 21% che si tratti di un pianeta roccioso del tipo super Terra. Dato però l'alto margine d'errore registrato non è possibile definire con certezza la natura del pianeta. La massa prevista per un pianeta di queste dimensioni potrebbe andare da 2 a 11 volte quella della Terra, a seconda degli studi presi in considerazione e della sua composizione chimica, che rimane sconosciuta.

### Abitabilità
K2-9 si trova all'interno della zona abitabile ottimistica della propria stella, anche se riceve il 36% in più della radiazione che la Terra riceve dal Sole e potrebbe essere più caldo del nostro pianeta. La temperatura di equilibrio stimata da Schlieder e colleghi è di 314+67
−64 K; anche in questo caso il margine di incertezza è alto, anche se la temperatura di equilibrio non tiene conto dell'effetto serra generato dall'atmosfera e in grado di innalzare ulteriormente la temperatura effettiva in superficie.
L'elemento più sfavorevole per lo sviluppo della vita nel caso di K2-9 b è lo stesso che riguarda tanti altri pianeti che orbitano attorno a giovani nane rosse: la forte radiazione ultravioletta e i brillamenti emessi dalla giovane stella sono in grado di produrre cambiamenti chimici nella sua atmosfera e precludere l'abitabilità planetaria, anche nel caso che K2-9 fosse un pianeta roccioso con superficie solida.